# Muhsin Hendricks
Muhsin Hendricks (ur. w czerwcu 1967 w Kapsztadzie, zm. 15 lutego 2025 w Gqeberha) – południowoafrykański imam, uczony islamski i działacz LGBT.
Był zaangażowany w różne grupy adwokackie LGBT i opowiadał się za większą akceptacją osób LGBT w islamie. Był uważany za pierwszego na świecie otwarcie homoseksualnego imama, po tym, jak w 1996 ujawnił, że jest gejem. Hendricks padł ofiarą przestępstwa z nienawiści w lutym 2025 roku w Gqeberha, w Republice Południowej Afryki i zmarł w wyniku ran postrzałowych w zamachu.